# Oleg Petrov
Oleg Viktorovič Petrov (in russo Олег Викторович Петров?; Mosca, 18 aprile 1971) è un dirigente sportivo ed ex hockeista su ghiaccio russo, fino al 1991 sovietico, che giocava nel ruolo di ala sinistra. Ora dirigente del Monaco.

## Carriera
Ha esordito nella CSKA di Mosca a soli 18 anni; dopo tre stagioni è emigrato verso il Nord America, passando quattro stagioni alternate presso i Montréal Canadiens ed il farm team dei Fredericton Canadiens. Dal 1996 al 1999 è tornato in Europa, e per la prima volta ha vestito i colori di una squadra svizzera, l'HC Ambrì Piotta, con la quale ha vinto una Supercoppa Europea ed una Continental Cup.
Dalla stagione 1999-2000 sino al 2003 gioca nuovamente nella NHL, tornando a vestire la maglia dei Montreal Canadiens e facendo anche una breve tappa per i Nashville Predators. Nella sua carriera di NHL ha realizzato in totale 72 gol e 115 assist in 382 partite. Trascorse le quattro stagioni successive di nuovo in Svizzera, la prima con il Ginevra Servette, e le altre nello Zugo. Durante gli anni di militanza nel massimo campionato elvetico Petrov si posizionò sempre tra i migliori marcatori della lega, soprattutto grazie al suo fiuto del gol e ad un ottimo movimento del polso.

## Palmarès

### Club
- Coppa Gagarin: 1

Kazan': 2008-2009
- IIHF Continental Cup: 2

Ambrì-Piotta: 1998-1999
Kazan': 2007-2008
- Supercoppa IIHF: 1

Ambrì-Piotta: 1999

### Individuale
- NHL All-Rookie Team: 1

1993-1994
- Maggior numero di reti in LNA: 1

2004-2005 (30 reti)
- Maggior numero di assist in LNA: 2

1997-1998 (63 assist), 1998-1999 (52 assist)
- Capocannoniere della LNA: 2

1997-1998 (93 punti), 1998-1999 (87 punti)